# Dagaktiv
Dagaktiv är organismer vars dygnsrytm kännetecknas av att deras aktiva beteenden, exempelvis näringsintag, koncentreras till dagens ljusa timmar medan de vilar eller sover om natten. Motsatsen är nattaktiv men det finns även organismer som främst är gryning- eller skymningsaktiva.
Många däggdjur, insekter, reptiler och fåglar är dagaktiva. Vissa djur kan både vara dagaktiva och grynings- eller skymningsaktiva. Vissa djur, som arterna inom familjen Eupleridae och även lejon, är både dag- och nattaktiva. Även många växter är dagaktiva, exempelvis för att optimera samspelet med deras viktigaste pollinatörer. Detta kan bland annat innebära att blommor öppnar sig om dagen och stängs om natten. 